# Park Narodowy Sangay
Park Narodowy Sangay (hiszp. Parque nacional Sangay) – park narodowy w Ekwadorze, położony w prowincjach Morona-Santiago, Chimborazo, Tungurahua i Cañar, na południe od Quito, stolicy kraju. Na północ od niego znajduje się Park Narodowy Llanganates. W parku znajdują się dwa aktywne wulkany (Tungurahua i Sangay) i jeden nieaktywny (El Altar). Obejmuje ekosystemy od wilgotnych lasów równikowych po lodowce.

## Informacje
Powierzchnia parku wynosi 5177,65 km², a teren wynosi od 1000 do 5319 m n.p.m.. Teren przyszłego parku stał się rezerwatem przyrody 16 czerwca 1975 roku, a  26 lipca 1979 roku parkiem narodowym. W 1983 roku UNESCO wpisało go na listę światowego dziedzictwa. Wpis obejmuje 2719,25 km², ponieważ  dopiero w 1992 roku powiększono powierzchnię parku do 5177,65 km², a obszar wpisany na listę UNESCO pozostał niezmieniony. W 1992 roku park został wpisany na listę obiektów zagrożonych na liście światowego dziedzictwa UNESCO z powodu kłusownictwa, ekstensywnego wypasu bydła, nielegalnej budowy dróg i zagospodarowanie terenu wokół parku, ale po usunięciu zagrożeń usunięto go z tej listy w 2005 roku.  W 2008 roku został zakwalifikowany przez BirdLife International jako ostoja ptaków IBA.

## Geografia i klimat
W parku możemy wyróżnić strefy geomorfologiczne:
- We wschodniej części znajdują się szerokie równiny, których wysokość waha się od 800 do 1300 m n.p.m. W niektórych z nich „młodych” z geologicznego punktu widzenia, znajdziemy strumienie i doliny, podczas gdy w „starych” kaniony głębokie do 200 m. Zachodnie wzgórza wznoszą się na 1000 do 2000 m n.p.m. Wschodnie wzgórza to tradycyjny górski krajobraz Andów, charakteryzujący się stromymi zboczami, dużą liczbą skał i szczytów oraz wysokościami od 2000 do 5000 m n.p.m. i więcej[4].
- Andy, które można podzielić na trzy podstrefy: niższą, bez zlodowaceń, położoną nad obszarem utworzonym przez lodowce, oraz region wulkaniczny utworzony z dużej ilości lawy i popiołu wulkanicznego z plejstocenu i późniejszych erupcji. Na tym obszarze znajdują się dwa aktywne wulkany – Tungurahua (5023 m n.p.m.) oraz Sangay (5230 m n.p.m.). Wymarły wulkan El Altar (5319 m n.p.m.) jest najwyższym szczytem w parku. Rzeki w parku płyną na wschód i wpadają do Amazonki. Ze względu na strome zbocza i dużą ilość opadów wody płyną szybko co prowadzi do erozji i wysokiego wietrzenia gleby. Efekt nieco łagodzą gęste lasy. W parku znajduje się ponad 320 jezior i płytkich zbiorników, z których największym jest jezioro Cubillín o powierzchni 5,25 km²[4].

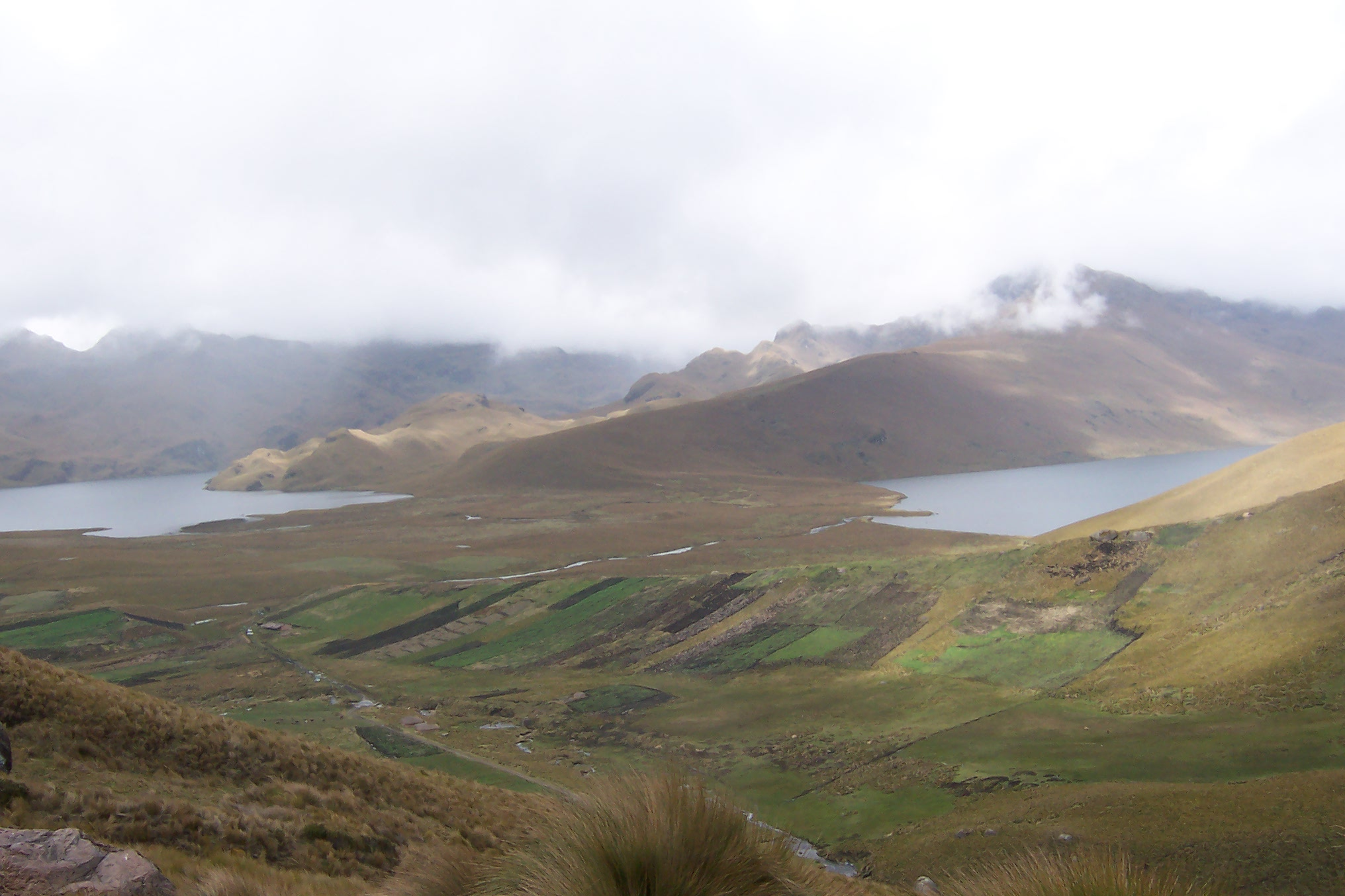
Jeziora w parku

Chociaż park znajduje się w tropikach, na południe od równika, ze względu na wysokogórski krajobraz spotykamy tu subtropikalne i umiarkowane strefy klimatyczne. We wschodniej części parku jest więcej opadów atmosferycznych, ponieważ powietrze pochodzące z Niziny Amazonki jest schładzane, gdy przepływa wzdłuż gór. Po północnej nawietrznej strony parku średnie roczne opady wynoszą około 4827 mm, a w południowej części tej strony – około 2414 mm. Po drugiej stronie zawietrznej parku, ze względu na efekt cienia opadowego spowodowanego przez Andy, spada stosunkowo niewielka ilość opadów, osiągając średnio 700 mm rocznie. W tej części pora sucha zwykle rozpoczyna się w lipcu – sierpniu, a pora deszczowa to okres od lutego do kwietnia. Temperatura w parku jest dość stała w ciągu roku, ale występują różnice dobowe, wynoszące około 10° C pomiędzy temperaturami dziennymi i nocnymi. Śnieg pada na wysokości ponad 4800 metrów nad poziomem morza, gdzie temperatura nigdy nie wzrasta powyżej zera.

## Flora i fauna
Z powodu różnic w wysokościach rzeźby terenu i stref klimatycznych w parku występuje duża różnorodność fauny i flory. Roślinność waha się od charakterystycznej dla alpejskich szczytów And do subtropikalnej, typowej dla dorzecza Amazonki. Poniżej linii wiecznego śniegu rozciąga się alpejska tundra, gdzie rosną głównie porosty i mszaki. Niżej pomiędzy 3400 a 4000 m znajduje się paramo i jest to największy w Ekwadorze teren górskiej roślinności łąkowej. Poniżej 3750 m znajdują się lasy bogate w różne gatunki roślin, ale im większa wysokość tym ta różnorodność się zmniejsza. Poniżej 2000 metrów n.p.m. rośnie  tropikalny wilgotny las górski. Szacuje się, że w parku występuje około 3000 gatunków roślin, z których 586 to gatunki endemiczne. Prawie połowa, bo około 45% to storczyki.
Fauna zmienia się również w zależności od wysokości danego obszaru, klimatu i rodzaju roślinności. W górach spotykamy pumy, tapiry górskie, nibylisa andyjskiego, świnki morskie. Niziny są siedliskami takich zwierząt jak andoniedźwiedź okularowy, jaguar, ocelot, mulak białoogonowy, pudu, arirania brazylijska. Według szacunków  w parku żyje od 400 do 500 gatunków ptaków, w tym kondor wielki.

## Wpływ człowieka
Zanim hiszpańscy konkwistadorzy wkroczyli na ten obszar na początku XVI wieku, mieszkało na nim około 30 000 Indian. Obecnie w parku mieszka zaledwie kilkaset osób, głównie z powodu braku dostępu do obszarów górskich. Wsie położone są wzdłuż wschodnich i zachodnich granic parku, co spowodowało w latach 1992-2005, wpisanie przez UNESCO parku na listę zagrożonych miejsc światowego dziedzictwa, ponieważ miejscowi mieszkańcy prowadzili niekontrolowane polowania, połów ryb, wypas bydła i budowali drogi.